# Campionati del mondo di corsa in montagna 2008
I Campionati del mondo di corsa in montagna 2008 si sono disputati a Crans-Montana, in Svizzera, il 14 settembre 2008 sotto il nome di "World Trophy". Il titolo maschile è stato vinto da Jonathan Wyatt, quello femminile da Andrea Mayr.

## Uomini Seniores
Individuale
| Pos.    | Atleta               | Nazione       | Tempo  |
| ------- | -------------------- | ------------- | ------ |
| Oro     | Jonathan Wyatt       | Nuova Zelanda | 55'04" |
| Argento | Martin Toroitich     | Uganda        | 55'16" |
| Bronzo  | Ahmet Arslan         | Turchia       | 55'26" |
| 4       | Bernard Dematteis    | Italia        | 55'48" |
| 5       | Raymond Fontaine     | Francia       | 55'52" |
| 6       | John Jairo Vargas E. | Colombia      | 56'30" |
| 7       | Timo Zeiler          | Germania      | 56'43" |
| 8       | Marco De Gasperi     | Italia        | 56'50" |
| 9       | Andrey Safronov      | Russia        | 56'53" |
| 10      | David Schneider      | Svizzera      | 56'54" |

Squadre
| Pos.    | Squadra     | Punti |
| ------- | ----------- | ----- |
| Oro     | Italia      | 43    |
| Argento | Svizzera    | 59    |
| Bronzo  | Stati Uniti | 76    |

## Uomini Juniores
Individuale
| Pos.    | Atleta          | Nazione     | Tempo  |
| ------- | --------------- | ----------- | ------ |
| Oro     | Sindre Buraas   | Norvegia    | 42'12" |
| Argento | Riccardo Sterni | Italia      | 42'25" |
| Bronzo  | Mevlut Savaser  | Turchia     | 42'43" |
| 4       | Alper Demir     | Turchia     | 42'51" |
| 5       | Tim Smith       | Stati Uniti | 43'02" |
| 6       | Emrah Akalin    | Turchia     | 43'06" |
| 7       | Dewi Griffiths  | Galles      | 43'07" |
| 8       | Akif Kitir      | Turchia     | 43'21" |
| 9       | Lars Bakke      | Norvegia    | 43'30" |
| 10      | Joel Dyrhovden  | Norvegia    | 43'31" |
| 10      | Rinas Akhmadeev | Russia      | 43'31" |

Squadre
| Pos.    | Squadra  | Punti |
| ------- | -------- | ----- |
| Oro     | Turchia  | 13    |
| Argento | Norvegia | 20    |
| Bronzo  | Italia   | 35    |

## Donne Seniores
Individuale
| Pos.    | Atleta                | Nazione       | Tempo  |
| ------- | --------------------- | ------------- | ------ |
| Oro     | Andrea Mayr           | Austria       | 39'40" |
| Argento | Renate Rungger        | Italia        | 41'42" |
| Bronzo  | Elisa Desco           | Italia        | 41'59" |
| 4       | Kirsten Otterbu M.    | Norvegia      | 42'39" |
| 5       | Martina Strähl        | Svizzera      | 42'47" |
| 6       | Anita Evertsen-Haak.  | Norvegia      | 42'56" |
| 7       | Paula Claudia Tudoran | Romania       | 43'21" |
| 8       | Bernadette Meier      | Svizzera      | 43'38" |
| 9       | Constance Devillers   | Francia       | 43'46" |
| 10      | Anna Frost            | Nuova Zelanda | 44'10" |

Squadre
| Pos.    | Squadra  | Punti |
| ------- | -------- | ----- |
| Oro     | Norvegia | 24    |
| Argento | Svizzera | 25    |
| Bronzo  | Italia   | 33    |

## Donne Juniores
Individuale
| Pos.    | Atleta              | Nazione     | Tempo  |
| ------- | ------------------- | ----------- | ------ |
| Oro     | Laura Park          | Inghilterra | 21'50" |
| Argento | Esra Gullu          | Turchia     | 22'00" |
| Bronzo  | Alex Dunne          | Stati Uniti | 22'46" |
| 4       | Victoria Kreuzer    | Svizzera    | 22'54" |
| 5       | Gina Paletta        | Galles      | 23'31" |
| 6       | Veronica Wallington | Australia   | 23'45" |
| 7       | Heather Timmins     | Inghilterra | 23'46" |
| 8       | Katerina Berouskova | Rep. Ceca   | 23'46" |
| 9       | Yagmur Tarhan       | Turchia     | 23'48" |
| 10      | Beata Wojciechowska | Polonia     | 23'50" |

Squadre
| Pos.    | Squadra     | Punti |
| ------- | ----------- | ----- |
| Oro     | Inghilterra | 6     |
| Argento | Turchia     | 12    |
| Bronzo  | Svizzera    | 13    |

## Medagliere
| Posizione | Paese         | Oro | Argento | Bronzo | Totale |
| --------- | ------------- | --- | ------- | ------ | ------ |
| 1         | Norvegia      | 2   | 1       | 0      | 3      |
| 2         | Inghilterra   | 2   | 0       | 0      | 2      |
| 3         | Italia        | 1   | 2       | 3      | 6      |
| 4         | Turchia       | 1   | 2       | 2      | 5      |
| 5         | Austria       | 1   | 0       | 0      | 1      |
| 5         | Nuova Zelanda | 1   | 0       | 0      | 1      |
| 7         | Svizzera      | 0   | 2       | 1      | 3      |
| 8         | Uganda        | 0   | 1       | 0      | 1      |
| 9         | Stati Uniti   | 0   | 0       | 2      | 2      |